# David L. Jones (videoblogger)
 David L. Jones is een Australisch ingenieur in de elektronica en videoblogger. Hij is de oprichter van de EEVBlog (Electronics Engineering Video Blog), een blog en YouTube-kanaal gericht op elektronica-ingenieurs, hobbyisten, hackers en makers. Hij beheert ook een van de grootste fora op het internet over elektronica, het EEVblog Forum.

## Leven
Voordat hij fulltime blogger werd, werkte Jones op FPGA-boards voor het bedrijf Altium, dat software maakt voor het ontwerpen van elektronische schakelingen.
Volgens Jones begon hij in de jaren tachtig elektronische ontwerpprojecten te publiceren in elektronische doe-het-zelf tijdschriften zoals Electronics Australia. De afgelopen jaren verschenen verschillende van zijn projectartikelen in Silicon Chip.
Jones is oprichter en co-host van The Amp Hour, een elektronica radioprogramma en podcast.
Hij heeft een vrouw en twee zonen.

## EEVBlog
Dave Jones begon met zijn YouTube kanaal op 4 april 2009. Hij maakt video's met o.a. reviews van nieuwe meetapparatuur, maar ook van oude toestellen. Hij schroeft ze regelmatig open om te bekijken hoe de toestellen gebouwd zijn. Zijn slogan is dan ook "Don't turn it on, take it apart!" (Zet het niet aan, haal het uit elkaar!).
Een ander populair segment is "Mailbag Monday" waarin hij post opent van fans en bedrijven die hem allerlei zaken opsturen.
Andere video's zijn tutorials, "debunking" video's waarin hij claims van producten probeert te ontkrachten omdat het technisch of fysisch helemaal niet (helemaal) mogelijk is.

## Batteroo incident
In een video van midden 2015 betwistte Jones de claims van een apparaat dat de levensduur van een batterij aanzienlijk zou verlengen, genaamd Batteriser (later Batteroo Boost genoemd na een rechtszaak van Energizer). Batteroo, het bedrijf achter het product, betwistte de argumenten van Jones en anderen en publiceerde een aantal demonstratievideo's. In de nasleep van Jones 'video over Batteriser, werd zijn video "niet leuk" bevonden door heel wat IP-adressen in Vietnam. Andere bloggers met gerelateerde video's ondervonden vergelijkbare activiteit. De betrokken bloggers hebben vermoedens dat een klikfarm in Vietnam betrokken was om de reputatie van degenen die de claims over het product aanvielen schade toe te brengen. Vanwege het anonieme karakter van de aanvallen is het onbekend wie verantwoordelijk was.